# زیست‌شناسی حفاظتی انگل‌ها

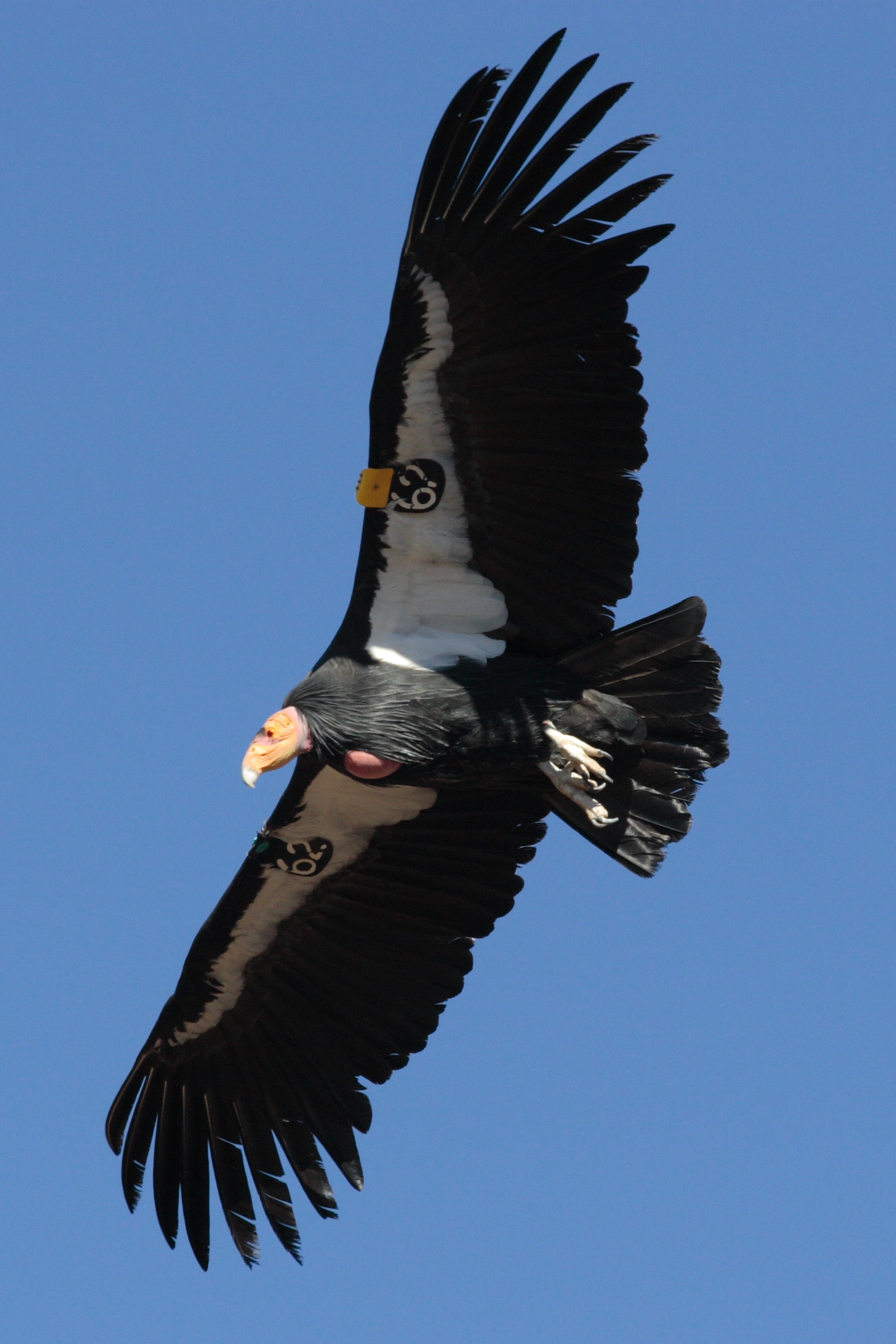
صید، پرورش در اسارت و معرفی مجدد کرکس‌های کالیفرنیایی به طبیعت، پرهزینه‌ترین پروژه حفاظت از گونه‌ها در تاریخ ایالات متحده بود. این پرنده از انقراض نجات یافت، اما انگل خارجی آن، شپشکولپوسفالوم کالیفرنیایی، منقرض شد.

بخش بزرگی از گونه‌های زنده روی زمین به شیوهٔ انگلی زندگی می‌کنند. انگل‌ها به‌طور سنتی به عنوان اهداف تلاش‌های ریشه‌کنی دیده شده‌اند و اغلب در تلاش‌های حفاظتی نادیده گرفته شده‌اند. در مورد انگل‌هایی که در طبیعت وحشی زندگی می‌کنند - و بنابراین برای انسان و حیوانات اهلی بی‌ضرر هستند - این دیدگاه در حال تغییر است. زیست‌شناسی حفاظت از انگل‌ها یک حوزه نوظهور و میان‌رشته‌ای است که نقش اساسی انگل‌ها در اکوسیستم‌ها را به رسمیت می‌شناسد. انگل‌ها به طرز پیچیده‌ای در تار و پود جوامع اکولوژیکی تنیده شده‌اند، به طوری که گونه‌های متنوع آنها طیف وسیعی از جایگاه‌های اکولوژیکی را اشغال کرده و روابط پیچیده‌ای با میزبانان خود نشان می‌دهند.
منطق حفاظت از انگل‌ها فراتر از ارزش ذاتی و نقش‌های اکولوژیکی آنهاست. انگل‌ها مزایای بالقوه‌ای برای سلامت و رفاه انسان دارند. بسیاری از انگل‌ها ترکیبات زیست‌فعال با خواص دارویی تولید می‌کنند که می‌توانند در کشف و توسعه دارو مورد استفاده قرار گیرند. درک و حفظ تنوع زیستی انگل‌ها نه تنها به حفظ اکوسیستم‌ها کمک می‌کند، بلکه نویدبخش پیشرفت‌های پزشکی و مداخلات درمانی نوین نیز هست.

## نقش انگل در اکوسیستم‌ها
انگل‌ها، از عوامل بیماری‌زای میکروسکوپی گرفته تا موجودات بزرگتر مانند کرم‌ها و بندپایان، تنوع قابل توجهی در چرخه زندگی، استراتژی‌های انتقال و روابط میزبان خود نشان می‌دهند. آنها را می‌توان تقریباً در هر اکوسیستمی روی زمین، از جمله محیط‌های خشکی، آب شیرین و دریایی یافت. انگل‌ها اغلب برای تکمیل چرخه زندگی خود به یک یا چند گونه میزبان متکی هستند و حضور آنها می‌تواند تأثیرات عمیقی بر جمعیت‌های میزبان، جوامع و حتی کل اکوسیستم‌ها داشته باشد. یکی از جنبه‌های اساسی بوم‌شناسی انگل، نقش آنها به عنوان یک سطح تغذیه‌ای در شبکه غذایی است. انگل‌ها می‌توانند جایگاه‌های مختلفی را در سلسله مراتب غذایی اشغال کنند و به عنوان شکارچی، مصرف‌کننده یا حتی تجزیه‌کننده عمل کنند. آنها با تأثیر بر رفتار، رشد و تولید مثل میزبان، جمعیت آنها را تنظیم می‌کنند. علاوه بر این، انگل‌ها می‌توانند به‌طور غیرمستقیم با واسطه‌گری تعاملات بین گونه‌های میزبان و تأثیرگذاری بر توزیع و فراوانی سایر موجودات زنده در اکوسیستم، پویایی جامعه را شکل دهند.
علیرغم اهمیت اکولوژیکی آنها، انگل‌ها از نظر تاریخی در مقایسه با سایر گروه‌های موجودات زنده، توجه کمتری را در تلاش‌های حفاظتی به خود جلب کرده‌اند. با این حال، در سال‌های اخیر، اهمیت حفاظت از انگل‌ها به‌طور فزاینده‌ای مورد توجه قرار گرفته است. بوم‌شناسان و زیست‌شناسان حفاظت از محیط زیست بر لزوم تحقیق برای درک نقش‌های بوم‌شناختی انگل‌ها و همچنین تهدیداتی که با آن مواجه هستند و پیامدهای بالقوه کاهش یا انقراض آنها تأکید کرده‌اند. ادغام حفاظت از انگل‌ها در چارچوب‌های حفاظتی گسترده‌تر برای حفظ یکپارچگی و عملکرد اکوسیستم‌ها بسیار مهم است.

## رویکردهای حفاظتی
رویکردهای حفاظتی برای انگل‌های حیوانی شامل طیف وسیعی از استراتژی‌های متناسب با ویژگی‌های منحصر به فرد و الزامات حفاظتی آنها می‌شود. ارزیابی وضعیت حفاظتی انگل‌ها چالش‌هایی را ایجاد می‌کند، زیرا معیارهای سنتی مانند معیارهای تدوین‌شده توسط فهرست سرخ آی‌یوسی‌ان ممکن است به اندازه کافی تهدیدات و آسیب‌پذیری‌های خاص این موجودات را در نظر نگیرند. تلاش‌ها اغلب بر حفظ گونه‌های میزبان متمرکز هستند، با این تشخیص که حفاظت از میزبان به نفع انگل‌های مرتبط نیز هست. این شامل حفاظت از زیستگاه، مدیریت جمعیت‌های میزبان و به حداقل رساندن تأثیرات انسانی می‌شود.
هنگام بررسی جابجایی گونه‌ها یا اجرای برنامه‌های پرورش در اسارت، نکات ظریفی در حفاظت از انگل‌ها مطرح می‌شود. ضروری است که اثرات بالقوه بر جمعیت انگل‌ها در نظر گرفته شود و اطمینان حاصل شود که اقدامات مناسبی برای حفظ بقای آنها انجام شده است. حفاظت در محل، که شامل حفظ و مدیریت انگل‌ها در زیستگاه‌های طبیعی آنها می‌شود، یک رویکرد کلیدی است. علاوه بر این، روش‌های حفاظت خارج از محل، مانند حفظ جمعیت انگل‌ها در محیط‌های کنترل‌شده، می‌تواند به عنوان یک شبکه ایمنی برای گونه‌های در معرض خطر انقراض عمل کند.

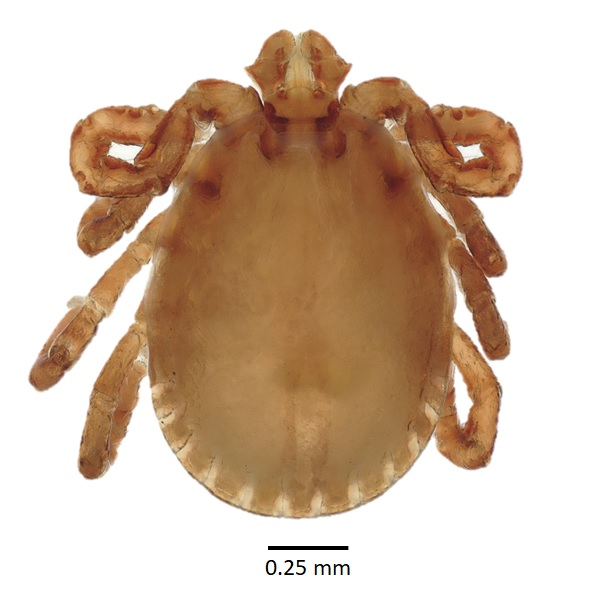
کنه خرگوش ریوکیو

اولین برنامه حفاظتی جهان برای یک انگل در معرض خطر جهانی در سال ۲۰۲۲ برای نجات کنه خرگوش ریوکیو آغاز شد. این برنامه شامل پایش و تلاش‌های بازیابی در محل برای جمعیت‌های وحشی و همچنین پرورش در اسارت خارج از محل برای یک جمعیت بیمه شده است. این برنامه توسط وزارت محیط زیست (ژاپن)، دانشگاه هوکایدو، صندوق حفاظت از گونه‌های محمد بن زاید و گروه متخصص انگل اتحادیه بین‌المللی حفاظت از طبیعت پشتیبانی می‌شود.

## گونه‌های انگلی در معرض خطر انقراض
یادداشتی که در سال ۱۹۹۰ منتشر شد، اشاره می‌کرد که برنامه پرورش در اسارت و معرفی مجدد برای نجات راسوی پاسیاه باعث از بین رفتن انگل‌های خاص آن می‌شود و خواستار «حقوق برابر برای انگل‌ها» شد. مقاله‌ای در سال ۱۹۹۲ هشدار داد که نه تنها از بین رفتن گونه‌های میزبان خاص از طبیعت، بلکه تنگناهای جمعیت میزبان یا تکه‌تکه شدن جمعیت‌های میزبان نیز به‌طور قابل پیش‌بینی منجر به انقراض انگل‌های خاص میزبان خواهد شد. در این مقاله همچنین اشاره شده است که انگل‌ها فشارهای انتخابی بر جمعیت میزبان خود اعمال می‌کنند که تنوع ژنتیکی میزبان را افزایش می‌دهد. در ابتدا، این دیدگاه با شک و تردید آشکار روبرو شد. با این حال، مشخص شد که انقراض همزمان میزبان‌ها و انگل‌های خاص آنها احتمالاً تخمین‌های فعلی نرخ انقراض را به میزان قابل توجهی افزایش می‌دهد. یک دهه بعد، مطالعه‌ای که بر روی گروه‌های بسیار وابسته به میزبان مانند زنبورهای انجیر، انگل‌ها، پروانه‌ها و پروانه‌های میرمکوفیل تمرکز داشت، تعداد انگل‌هایی را که به دلیل وضعیت در معرض خطر میزبان در معرض خطر قرار گرفته‌اند، حدود ۶۳۰۰ تخمین زد نویسندگان دیگر استدلال کردند که جانوران انگلی میزبان-ویژه، مزیت غیرمنتظره‌ای برای دانشمندان حفاظت از محیط زیست دارند. تبارشناسی و الگوهای ژنتیکی جمعیت آنها می‌تواند به روشن شدن تاریخچه تکاملی و جمعیتی میزبانانشان کمک کند. اخیراً، دانشمندان اظهار داشته‌اند که وجود گونه‌های غنی انگلی برای عملکرد سالم اکوسیستم اجتناب‌ناپذیر است و همچنین انگل‌ها و همزیست‌ها در معرض خطرترین گونه‌های روی زمین هستند. حتی دامپزشکان نیز شروع به بحث در مورد ارزش‌های حفاظتی گونه‌های انگلی کرده‌اند. یک مطالعه اخیر روی انگل‌های ماهی‌های صخره‌های مرجانی نشان داد که انقراض یک گونه از ماهی‌های صخره‌های مرجانی در نهایت منجر به انقراض همزمان حداقل ده گونه انگل خواهد شد. اگرچه این تعداد ممکن است زیاد به نظر برسد، اما این مطالعه فقط انگل‌های بزرگی مانند کرم‌های انگلی و سخت‌پوستان را شامل می‌شد، اما ریزانگل‌هایی مانند میکسوسپوریا و میکروسپوریدیا را شامل نمی‌شد.

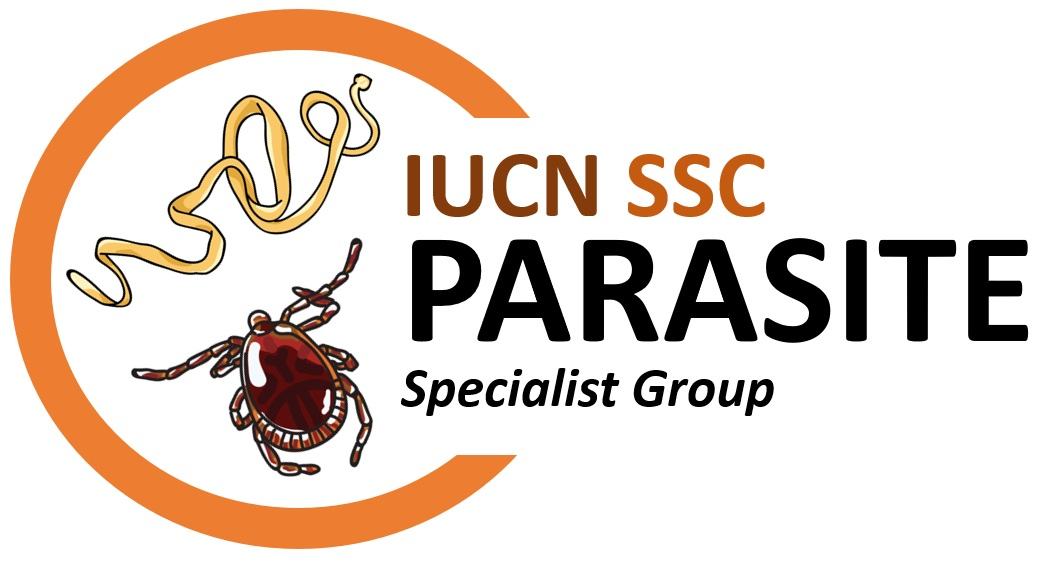
لوگوی گروه متخصص انگل IUCN SSC

در سال ۲۰۲۳، اتحادیه بین‌المللی حفاظت از طبیعت اتحادیه بین‌المللی حفاظت از طبیعت گروه متخصص انگل را برای رهبری تلاش‌های جهانی برای ارزیابی و حفاظت از گونه‌های انگلی در معرض خطر تأسیس کرد. این گروه به‌طور مشترک توسط مکنزی ال. کواک از دانشگاه هوکایدو (ژاپن) و اسکایلار هاپکینز از دانشگاه ایالتی کارولینای شمالی (ایالات متحده آمریکا) ریاست می‌شود. لوگوی گروه متخصص دو انگل در معرض خطر انقراض، کنه خرگوش ریوکیو از ژاپن و کرم نواری شیطان از استرالیا را نشان می‌دهد. این گونه‌ها به گونه‌ای انتخاب شدند که نمایانگر دو گروه اصلی انگل‌ها باشند: انگل‌های خارجی (اکتوپارازیت‌ها) و انگل‌های داخلی (اندوپارازیت‌ها) و همچنین نمایانگر گونه‌های نیمکره شمالی و نیمکره جنوبی باشند.

## نمونه‌هایی از انگل‌های منقرض شده یا در معرض خطر انقراض
- کنه همافیزالیس پنتالاگی که معمولاً با نام کنه خرگوش ریوکیو شناخته می‌شود، یک انگل خارجی میزبان-محور خرگوش آمامیاز آمامی اوشیما، ژاپن است.
- آکوتیفرون کاراکارنسیس، انگل کاراکارای گوادالوپمنقرض‌شده، جزیره گوادالوپ (مکزیک)، مکزیک.
- آرکئوکروتون اسفنودونی ، انگل تواتارا، نیوزیلند.
- کولوسراس همیفاگا ، انگل کبوتر منقرض‌شده جزیره نورفولک، جزیره نورفولک، نیوزیلند.
- کولوسراس رستینکتوس ، انگل کبوتر منقرض‌شده جزیره نورفولک، جزیره نورفولک، نیوزیلند.
- انگل کرکس کالیفرنیا، غرب آمریکای شمالی. میزبان توسط یک برنامه پرورش در اسارت و بازگرداندن کرکس به وطن نجات یافت، اما انگل به سمت انقراض رانده شد و هر زمان که در طول برنامه یافت می‌شد، عمداً کشته می‌شد تا بقای کرکس تضمین شود.
- کلمبیکولا منقرض‌شده ، انگل کبوتر مسافری منقرض‌شده، شرق آمریکای شمالی. با این حال، مطالعات طبقه‌بندی اخیر نشان می‌دهد که این گونه با شپش‌هایی که روی کبوتر دم‌بلند زندگی می‌کنند، هم‌نوع است، بنابراین منقرض نشده است.[۱۸]
- فلیکولا ایزیدوری، انگل سیاه‌گوش ایبریاییِ در معرض خطر انقراض، تصور می‌شود که پس از تلاش‌های حفاظتی برای شپش‌زدایی از سیاه‌گوش‌های در اسارت، منقرض شده است.
- انگل منقرض شده طوفان گوادالوپ، جزیره گوادلوپ، مکزیک.
- فیلوپتروئیدس زنیکوس ، انگل گونه منقرض‌شدهٔ سنجاب بوته‌زار، نیوزیلند.
- انگل طوطی قرمز کوبایی منقرض شده، کوبا.
- رالیکولا پیاژتی، انگل احتمالاً منقرض‌شدهٔ راه‌آهن کالدونیای جدید، کالدونیای جدید.
- انگل نوک‌تیزک منقرض شده، نیوزیلند.[۱۹]

برخی از گونه‌های موجود در فهرست بالا از مه (۲۰۰۵) گرفته شده‌اند.